# 张力军 (企业家)
张力军（1963年10月2日—），天津人，中国APEC发展理事会理事长 , 南开大学经济学博士，第一视频集团董事长，斯坦福大学研究学者。
他还是迪拜中阿卫视董事长。曾任中国手游娱乐集团董事局主席。

## 人物经历
- 1995年，任中国五矿进出口总公司综合贸易部副总经理。[9]
- 1995年至2000年，任中益国际经济集团董事长、党委书记[10]。
- 2000年至2002年，任中天通信产业集团董事长[9]。
- 1998年至2012年，任APEC工商咨询理事会中国代表。期间参与发起了APEC商务旅行卡计划并推动中国加入实施，作为首位持卡的中国企业家积极推广计划，获APEC工商咨询理事会中国代表工作“十年贡献奖”。
- 2002年至今，任中国APEC发展理事会理事长[11]。
- 2005年，创办第一视频。
- 2009年至2015年，任中国手游娱乐集团董事局主席。[12]。
- 2016年8月，任迪拜中阿卫视董事长。[13]。
- 2016年至今，任疯狂体育集团董事局主席。

## 出版书籍
- 《中国产业投资基金论》[14]
- 《源创新小典》[15]
- 《世界经济与中国》
- 《APEC发展白皮书》
- 《破局而立》ISBN 978-7-5217-2473-8
- 《“一带一路”语言攻略》ISBN 978-7-5035-7189-3